# Cloeotus semicostatus
Cloeotus semicostatus är en skalbaggsart som beskrevs av Ernst Friedrich Germar 1843. Cloeotus semicostatus ingår i släktet Cloeotus och familjen Hybosoridae. Inga underarter finns listade i Catalogue of Life.